# Sušački, Smrdejski in Fabski potok
Sušački, Smrdejski in Fabski potok este o arie protejată (arie specială de conservare — SAC, sit de importanță comunitară — SCI) din Slovenia întinsă pe o suprafață de 19,42 ha, integral pe uscat.

## Localizare
Centrul sitului Sušački, Smrdejski in Fabski potok este situat la coordonatele 45°29′10″N 14°20′32″E / 45.4862°N 14.3423°E.

## Înființare
Situl Sušački, Smrdejski in Fabski potok a fost declarat sit de importanță comunitară în aprilie 2004 pentru a proteja 1 specie de animale. Situl a fost protejat și ca arie specială de conservare în februarie 2012.

## Biodiversitate
Situată în ecoregiunea continentală, aria protejată nu include niciun habitat protejat.
La baza desemnării sitului se află o specie protejată de  nevertebrate: Austropotamobius pallipes.